# Коффи, Дэвид
Дэ́вид Ко́ффи (англ. David Coffey; род. 1941) — баптистский священнослужитель, пастор. Президент Всемирного союза баптистов.

## Биографические сведения
Окончил Колледж Сперджена (англ. Spurgeon's College) в Лондоне, в 1967 году был рукоположён и нес священническое служение в церквях в Вэйтстоуне, Лестер; Норс Чиме, Саттон; и Аптон Вэйл, Торкуэй.
Женат на Дженис более сорока лет, имеет двух детей и четверых внуков.

## Должности и служения
- 1986—1987 Президент Баптистского союза Великобритании;
- 1988—1991 Национальный директор по евангелизму;
- 1991—2006 Генеральный секретарь Баптистского союза Великобритании;
- 1997—1999 Президент Европейской баптистской федерации;
- 2003—2007 Модератор Британского объединения свободных церквей (включает 19 евангельских деноминаций);
- 2005—2010 Президент Всемирного союза баптистов.

## Публикации
- Build That Bridge (1986), причины конфликтов и их разрешение.
- Discovering Romans / The Crossway Bible Guide series (2000), Серия комментариев на Послание к Римлянам.
- Joy to the World (2008), книга об Адвенте.
- All one in Christ Jesus — a passionate plea for evangelical unity (2009).